# Juan Antonio Argerich
Juan Antonio Argerich (Buenos Aires, 1840-Buenos Aires, 20 de marzo de 1905) fue un médico argentino del siglo XIX con una destacada participación en la lucha contra las epidemias que afectaron su país en 1868 y 1871.

## Biografía
Juan Antonio Argerich Martínez nació en la ciudad de Buenos Aires en 1840, hijo de Santiago E. Argerich Martínez y de Mauricia Martínez. Era hermano del doctor Adolfo Argerich, quien también tendría destacada actuación en la medicina argentina, y del doctor Manuel Gregorio Argerich (1835-1871), vicepresidente de la Municipalidad de Buenos Aires (1864), diputado provincial y nacional y convencional constituyente provincial. 
Tras estudiar latín y filosofía en el Convento de San Francisco (Buenos Aires) ingresó a la Facultad de Medicina de la Universidad de Buenos Aires doctorándose en 1864 con una tesis titulada Estudio sobre el chancro infectante.
Permaneció al servicio de la población afectada tanto en la epidemia de cólera que afectó su ciudad natal en 1868 como en la de fiebre amarilla de 1871, que costó la vida a sus hermanos. 
Fue también profesor de la cátedra de Clínica Quirúrgica en la Facultad de Medicina de la Universidad de Buenos Aires y director de la Casa de Expósitos.
Falleció en Buenos Aires después de una larga enfermedad el 20 de marzo de 1905.
Había contraído matrimonio con Mercedes Serantes Pita con quien tuvo un hijo, Teodoro Argerich Serantes.